# Chentej
Chentej (mong.: Хэнтийн нуруу, Chentijn nuruu; Хэнтэйн нуруу, Chentejn nuruu) – góry zrębowe w północno-wschodniej Mongolii i częściowo w Rosji (północna część Chenteju, nosi nazwę ros.: Хэнтэй-Чикойское нагорье, Chentej-Czikojskoje nagorje), u podnóża których położona jest stolica Mongolii Ułan Bator. Północno-zachodnia część Chenteju leży w ajmaku selengijskiem (tworzy część wschodnią ajmaku), południowo-zachodnia w ajmaku centralnym (tworzy północno-wschodnią część ajmaku, u stóp Bogdchan uul leży stolica ajmaku Dzuunmod). Ajmak chentejski nosi nazwę Chenteju i jest położony w części środkowej tych gór (u krańców południowych Chenteju leży stolica ajmaku Öndörchaan), w obrębie terytorium ajmaku wschodniego są krańce wschodnie Chenteju (tworzą część północno-zachodnią ajmaku).
Przebieg pasma NE-SW, wysokość centralnej części pasma średnio 2000 m n.p.m., najwyższy szczyt Asraltchajrchan uul o wysokości 2799 m n.p.m. Rozdziela zlewisko Pacyfiku od zlewiska Oceanu Arktycznego. Zbudowane ze skał paleozoicznych. 
Przeważnie pokryte lasami (tajga), w których głównym drzewem jest modrzew. Tajga Chenteju stanowi część południową tajgi syberyjskiej, gdzie tajga stopniowo przechodzi w lasostep (na obrzeżach Chenteju południowe zbocza gór i doliny są stepowe, północne zbocza - leśne). Jednocześnie wyższe części Chenteju (powyżej 2000 m n.p.m.) są pokryte przez tundrę górską. Większa część Chenteju leży w strefie zmarzliny wiecznej. 
W Chenteju znajdują się źródła następujących większych rzek: Onon i Kerulen z dorzecza rzeki Amur oraz Tuul gol i Jöröö gol z dorzecza reki Jenisej.
Góry Chentej obok Mongołów zamieszkuje mniejszość buriacka.